# Manuel Agullón y Pantoja
Manuel Antonio Agullón y Pantoja (Oviedo, baut. 14 de febrero de 1702-Zamora, 12 de agosto de 1754) fue un compositor y maestro de capilla español.

## Vida
Manuel Agullón y Pantoja nació en Oviedo en el seno de una familia musical y fue bautizado el 14 de febrero de 1702 en la iglesia parroquial de San Isidoro el Real de Oviedo. Su abuelo era Vicente Pantoja, maestro de capilla de la Catedrales de Ciudad Rodrigo y Oviedo (1680-1722). La hija de Vicente Pantoja, Eulalia Pantoja, se casó con Custodio Agullón, un corneta procedente de Astorga. Eulalia y Custodio tuvieron cuatro hijos, entre ellos, Manuel Antonio.
Recibió su educación musical en la Catedral de Oviedo, como infante del coro. A la muerte de su abuelo, en 1722, ya era acólito y ese mismo año se presentó a las oposiciones para sustituir a su abuelo en el magisterio ovetense. Se presentó junto con Juan González de Santa Marta, Andrés Cuevas Quirós, Enrique Villaverde y Pedro Rodrigo, consiguiendo este último la plaza. El hecho de que se presentase y no hiciese mal papel, «respecto a [...] que ha hecho su oposición a dicho Magisterio, en que cumplió muy bien respecto a sus pocos años», da una indicación de su calidad como músico. El Cabildo lo nombró sustituto del maestro de capilla y Pedro Rodrigo se lo llevó consigo cuando partió hacia la Catedral de Santiago de Compostela. En esta época aparece por primera vez el nombre de Custodio Agullón, hermano de Manuel, que lo acompañaría a Toro y Zamora.
Llegó a Toro con 25 años, procedente de Santiago. La información probablemente se refiera a Santiago de Compostela y la referencia a la iglesia de Santiago en Valladolid sea un error. Ocupó el cargo hasta 1731, cuando consiguió el magisterio de Zamora. Durante este tiempo solicitó la ordenación.
El 3 de noviembre de 1731 se nombró a Eugenio Merino juez de las oposiciones para el magisterio de la Catedral de Zamora. En el caso de Zamora, se exigía un examen presencial, por lo que se presentaron compositores del entorno: Toro, El Burgo de Osma, Mondoñedo, Toledo y la misma Zamora. La oposición comenzó el 31 de octubre y finalizó 17 días más tarde. El resultado fue, «en primer lugar ponían a Dn Manuel Agullón, D. Juan Martín Ramos, y D. Adrián González Gámiz, y en segundo a D. Benttura Roel y D. Juan Falcón, y en tercero a D. Juan Manuel Sanchez». El triple empate en primera posición se resolvió con una elección en le Cabildo, saliendo ganador Agullón.
En 1744 quedó vacante el magisterio de la Catedral de Santiago de Compostela cuando Pedro Rodrigo Gómez partió al Monasterio de la Encarnación de Madrid. El Cabildo decidió convocar unas oposiciones a la que se presentaron diez aspirantes:
- Antonio Guadarrama, maestro de capilla de la Catedral de Orense;
- Pedro Cifuentes Mazo, organista de la Capilla Real de Madrid;
- Juan Oliac y Serra, maestro de capilla de la Catedral de Ávila;
- Manuel González Gaitán, maestro de capilla de la Catedral de Segovia;
- Juan Martín Ramos, maestro de capilla de la Catedral de Salamanca;
- Manuel Agullón y Pantoja, maestro de capilla de la Catedral de Zamora;
- Antonio Ventura Roel, maestro de capilla de la Catedral de Mondoñedo;
- Francisco Hernández Illana, maestro de capilla de la Catedral de Burgos;
- Manuel Antonio López del Río, maestro de capilla de la Catedral de Lugo; y
- Manuel Paradís, maestro de capilla de la Catedral de Tuy.

Los participantes enviaron sus obras para que el organista Manuel Fernández Troche las evaluase y ensayase con la capilla de música. Tras varias reuniones, el Cabildo no terminaba de ponerse de acuerdo, por lo que una carta del marqués de Scotti de diciembre de 1744 parece que dio el impulso final para que el Cabildo eligiera a Pedro Cifuentes por mayoría simple. Así, el 16 de marzo de 1745, Cifuentes fue nombrado maestro de capilla de Compostela, cargo que mantendría hasta su jubilación.
Agullón permaneció en Zamora hasta el final de su vida, falleciendo allí el 12 de agosto de 1754 —aunque existen informaciones de que fue el 11 de agosto— y siendo enterrado en la Catedral.

Memorial de Custodio Agullón, hermano del Sr Maestro de Capilla ya difunto, pidiendo que para el entierro de éste se le socorriese con alguna limosna, y en su vista se acordó se le diesen 400 R de V, y que esta cantidad se le entregue a los testamentarios para que sirva para el entierro.
Actas capitulares de la Catedral de Zamora, 11 de agosto de 1754

## Obra
Su producción musical fue principalmente religiosa y se conserva en su mayoría en la Catedral de Zamora. Hay obras suyas también en las catedrales de Astorga, Ávila, Palencia o Santo Domingo de la Calzada.
Agullón y su predecesor, Alonso Cobaleda, introdujeron aires más modernos en la música de la Catedral de Zamora, apareceindo nuevos elementos, como «la aparición de partes monódicas o solistas emancipadas del conjunto vocal, la instalación del acompañamiento general como base de la música, o la renovación instrumental de las plantillas de ministriles – con la aparición del violín o el oboe [...]».